# Харитоново (Лузький район)
Харито́ново (рос. Харитоново) — присілок у складі Лузького району Кіровської області, Росія. Входить до складу Папуловського сільського поселення.
Населення становить 19 осіб (2010, 21 у 2002).
Національний склад станом на 2002 рік — росіяни 100 %.